# 自転車百景
『自転車百景』（じてんしゃひゃっけい）とは、日本テレビで2008年4月7日から2011年3月21日まで放送されたミニ番組である。KEIRIN（JKA）の一社提供。

## 番組概要
自転車に乗って日本各地さらに世界各地を旅をする。

## 出演者

### ナレーター
- 山本真純 (放送開始 - 2010年2月15日)
- 古市幸子 (2010年2月22日 - 放送終了)

### ツーリスト
- 藤井沙央理
- 谷本安衣
- 寸田加奈絵
- 佐々木もよこ

### 心のギャラリー
- 松下勝明(イラストレーター)

## 放送休止
2011年3月14日は東日本大震災に伴うNNN報道特別番組の放送のため休止。
| 日本テレビ 月曜日21:54 - 22:00枠                                      | 日本テレビ 月曜日21:54 - 22:00枠 | 日本テレビ 月曜日21:54 - 22:00枠      |
| 前番組                                                                | 番組名                           | 次番組                                |
| --------------------------------------------------------------------- | -------------------------------- | ------------------------------------- |
| 食は知恵なり 〜自然のちから〜 (2005.4 - 2008.3) 【日曜日17:25に移動】 | 自転車百景 (2008.4 - 2011.3)     | 夢のチカラ（第2期） (2011.4 - 2011.9) |